# Hollandia himnusza

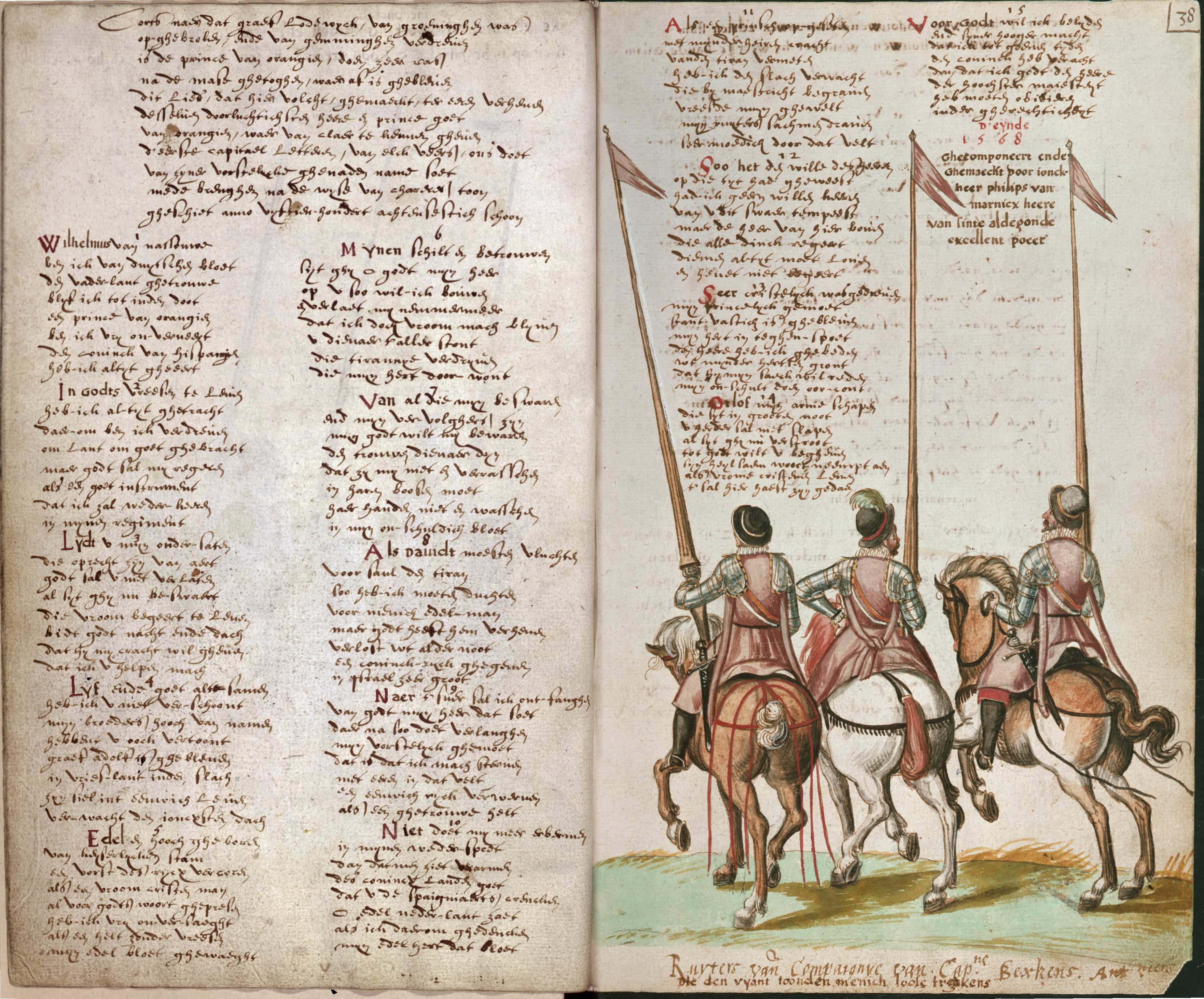
A Wilhelmus egy korai változatának kézirata 1617-ből (Brüsszel, Királyi Könyvtár, MS 15662, fol. 37v-38r)

A Wilhelmus Hollandia hivatalos himnusza. Adrianus Valerius holland komponista 1574-ben készült műve, de hivatalosan csak 1932 óta Hollandia himnusza. A holland szó a himnuszra a volkslied, melynek magyar jelentése a nemzet dala. A nemzetek jelenleg hatályos himnuszai között ez a legrégebbi zene.

## Magyarul
Én Nassau Vilmos, holland vérből származom, 

hazámat mindhalálig hűséggel szolgálom…
1

Nevem Nassaui Vilmos,

német vérből vagyok,

szeretve szép hazámhoz

holtig hű maradok.

Hercegként Orániát

szabadon bírom én,

Hispánia királyát

mindenkor tisztelém.

2

Élni Isten nevével

tökéltem el magam,

ezért űzettem én el

hazámból koldusan,

vezessen hát az Isten

mint áldott eszközét,

hogy visszatérjek itten

kormányozhatni még.

3

Híveim, sanyarogtok,

ti igazak, gazul:

bár rút a sorsotok most,

majd megsegít az Úr;

ha emberségre vágytok,

kérjétek esdve, hogy

adjon nekem istápot,

s megváltom sorsotok.

4

Miként Saul elől Dávid

bujdosni kénytelen,

jártam sóhajtva váltig,

sok jó nemes velem;

Ő is e gyötrelemben

felmagasztaltatott:

Istentől Izraelben

dicső trónust kapott.

5

Megvallom most az Úrnak

s hatalmának kivált,

hogy idején e búnak

gyűlöltem a királyt:

mert Isten dicsőségét

ismertem el csak én,

az ő legfőbb Fennségét

s törvényét tisztelém.
(Jékely Zoltán ford.)

## Hollandul
Wilhelmus van Nassouwe
ben ik, van Duitsen bloed,
den vaderland getrouwe
blijf ik tot in den dood.
Een Prinse van Oranje
ben ik, vrij, onverveerd,
den Koning van Hispanje
heb ik altijd geëerd.
2.
In Godes vrees te leven
heb ik altijd betracht,
daarom ben ik verdreven,
om land, om luid gebracht.
Maar God zal mij regeren
als een goed instrument,
dat ik zal wederkeren
in mijnen regiment.
3.
Lijdt u, mijn onderzaten
die oprecht zijt van aard,
God zal u niet verlaten,
al zijt gij nu bezwaard.
Die vroom begeert te leven,
bidt God nacht ende dag,
dat Hij mij kracht zal geven,
dat ik u helpen mag.
4.
Lijf en goed al te samen
heb ik u niet verschoond,
mijn broeders hoog van namen
hebben 't u ook vertoond:
Graaf Adolf is gebleven
in Friesland in den slag,
zijn ziel in 't eeuwig leven
verwacht den jongsten dag.
5.
Edel en hooggeboren,
van keizerlijken stam,
een vorst des rijks verkoren,
als een vroom christenman,
voor Godes woord geprezen,
heb ik, vrij onversaagd,
als een held zonder vreden
mijn edel bloed gewaagd.
6.
Mijn schild ende betrouwen
zijt Gij, o God mijn Heer,
op U zo wil ik bouwen,
Verlaat mij nimmermeer.
Dat ik doch vroom mag blijven,
uw dienaar t'aller stond,
de tirannie verdrijven
die mij mijn hart doorwondt.
7.
Van al die mij bezwaren
en mijn vervolgers zijn,
mijn God, wil doch bewaren
den trouwen dienaar dijn,
dat zij mij niet verassen
in hunnen bozen moed,
hun handen niet en wassen
in mijn onschuldig bloed.
8.
Als David moeste vluchten
voor Sauel den tiran,
zo heb ik moeten zuchten
als menig edelman.
Maar God heeft hem verheven,
verlost uit alder nood,
een koninkrijk gegeven
in Israël zeer groot.
9.
Na 't zuur zal ik ontvangen
van God mijn Heer dat zoet,
daarnaar zo doet verlangen
mijn vorstelijk gemoed:
dat is, dat ik mag sterven
met eren in dat veld,
een eeuwig rijk verwerven
als een getrouwen held.
10.
Niet doet mij meer erbarmen
in mijnen wederspoed
dan dat men ziet verarmen
des Konings landen goed.
Dat u de Spanjaards krenken,
o edel Neerland zoet,
als ik daaraan gedenke,
mijn edel hart dat bloedt.
11.
Als een prins opgezeten
met mijner heireskracht,
van den tiran vermeten
heb ik den slag verwacht,
die, bij Maastricht begraven,
bevreesde mijn geweld;
mijn ruiters zag men draven
zeer moedig door dat veld.
12.
Zo het den wil des Heren
op dien tijd had geweest,
had ik geern willen keren
van u dit zwaar tempeest.
Maar de Heer van hierboven,
die alle ding regeert,
die men altijd moet loven,
en heeft het niet begeerd.
13.
Zeer christlijk was gedreven
mijn prinselijk gemoed,
standvastig is gebleven
mijn hart in tegenspoed.
Den Heer heb ik gebeden
uit mijnes harten grond,
dat Hij mijn zaak wil redden,
mijn onschuld maken kond.
14.
Oorlof, mijn arme schapen
die zijt in groten nood,
uw herder zal niet slapen,
al zijt gij nu verstrooid.
Tot God wilt u begeven,
zijn heilzaam woord neemt aan,
als vrome christen leven,-
't zal hier haast zijn gedaan.
15.
Voor God wil ik belijden
en zijner groten macht,
dat ik tot genen tijden
den Koning heb veracht,
dan dat ik God den Heere,
der hoogsten Majesteit,
heb moeten obediëren
in der gerechtigheid.
(A vers akrosztichon: a versszakok kezdőbetűiből Nassaui Vilmos (Willem van Nazzow) neve olvasható ki.)